# Doris Day
Doris Day (rođena Doris Mary Ann Kappelhoff, Cincinnati, Ohio, 3. travnja 1922. – Carmel Valley Village (Kalifornija), 13. svibnja 2019.) američka glumica, pjevačica i pobornica za prava životinja. Svoju karijeru je započela kao pjevačica, i 1945. godine imala je prvi hit s pjesmom "Sentimental Journey". Prvi ulogu u filmu imala je 1948. godine u Romance on the High Seas. Tijekom svoje karijere pojavila se u 38 filmova i snimila je preko 650 pjesama. 

## Vanjske poveznice
- Doris Day u internetskoj bazi filmova IMDb-u (engl.)
- Zaklada za zaštitu životinjskih prava